# Шевская улица (Львов)
Шевская улица (укр. Шевська вулиця) — улица в Галицком районе Львова. Соединяет площадь Рынок и площадь Яворского, лежащую на улице Театральной.

## История
Улица идет от северо-западного угла площади Рынок и, вероятно, старее самой площади. Ещё до построения площади польским королём Казимиром III улица называлась «Сапожников (Шевская)». С конца XVI века происходит название «К калитке», потому что улица выходила к Иезуитской калитке в городских стенах. С начала XVII века улица называлась Иезуитской, потому что соединяла площадь Рынок с иезуитской коллегией. После кассации ордена иезуитов австрийскими властями в 1773 году, в здании бывшей коллегии разместились административные органы, и улицу назвали Трибунальской, потому что в те времена в доме находился гражданский трибунал. Советская власть переименовала её в 1957 году в улицу Народной гвардии имени Ивана Франко — в честь подпольной организации, созданной в 1942 году во Львове. Только в 1990 году улице вернули название «Сапожников (Шевская)», которое она потеряла почти 400 лет назад.

## Достопримечательности
На южной стороне улицы, на углу площади Яворского, под № 1 в советские времена находилась самая большая и мощная фабрика химчистки и крашения одежды во Львове — ателье «Снежинка», в 1950-60-х здесь также было ателье мод 1-го разряда, рознично-оптовая база «Хладокомбинат», база культтоваров, галантереи, обуви и текстиля. Ранее, при поляках, там была водочная фабрика Кроника.
Под № 3 в советское время был магазин «Мебель», под № 4 — комиссионный «Лоскут тканей», где еще в начале 1980-х официально впервые во Львове можно было купить импортные джинсы. В жилом доме № 4 при Польше был магазин мужской одежды Кона и гостиница Ванда Лёвенбека, в 2000-х там находился магазин компакт-дисков «Музыкальный центр».
Под № 6 открыт 23 мая 2004 отреставрированный бывший жилой дом, все четыре этажа которого заняли залы магазина книжной сети «Буква», а при поляках там был магазин дамской одежды Корнера.
Адрес № 8 имеет один из старейших букинистических магазинов «Находка» подлинная вывеской 1970-х годов (сейчас закрыт), а в 1950-х годах там находилось общежитие Механического техникума.
Под № 10 при поляках была гостиница «Под тремя коронами» и ресторан Анны Колонской, а также магазин обуви Штарка. Во времена СССР в восьмидесятых годах здесь был тир, а сейчас — магазин итальянской одежды и обуви. Фасад украшен классицистическими рельефами авторства Гартмана Витвера, а последний этаж, достроенный примерно в период с 1822 по 1826 годы, дополнен работами Антона Шимзера.
В доме № 14 при поляках был мебельный магазин Киршнера и магазин ламп и фарфора Мнекеса, а в советское время — салон заказов продторга, будербродная, а затем до конца 1990-х кафе.
В доме № 16 при Польше содержалась торговля бумагой Шаффа и мебельный магазин Юзефа Гермелина, в 1950-х — ремонт весов и измерительных приборов.
Северная сторона улицы пережила сокрушительные разрушения на рубеже тысячелетий. 1 октября 2002 в доме № 12 произошел обвал внутреннего перекрытия дома. Это случилось вследствие потери несущей способности внутренней капитальной стены, таким образом было разрушено перекрытие третьего и второго этажей. Двое жителей-пенсионеров пострадали, и их госпитализировали в больницу. Остальных обитателей дома отселили в гостиницу «Киев». Это был первый, но не последний, случай завала дома во Львове в новейшее время. Далее начали рушиться дома на южной стороне улицы, и их поставили на долгий капитальный ремонт, который в 2009 году для домов № 12, 14 и 16 завершился.
Застройка улицы — барокко, классицизм, неоренессанс.